# Proditrix
Proditrix is een geslacht van vlinders van de familie koolmotten (Plutellidae).

## Soorten
- P. chionochloae Dugdale, 1987
- P. gahniae Dugdale, 1987
- P. megalynta (Meyrick, 1915)
- P. tetragona (Hudson, 1918)